# Adam Sandler
Adam Richard Sandler (født 9. september 1966) er en amerikansk skuespiller, komiker, musiker, manuskriptforfatter og filmproducent. Han fik sit gennembrud på tv i Saturday Night Live og er siden blevet en af de mest succesfulde, amerikanske komedieskuespillere.

## Liv og karriere

### Opvækst
Sandler blev født i Brooklyn, New York, som søn af Judy, en skolesygeplejerske, og Stanley Sandler, en elektronikingeniør. Han er af jødisk oprindelse. Hans familie flyttede til Manchester, da han var 5. Der gik han på Manchester Central High School. Han opdagede, at han havde et naturligt talent for, at få folk til at grine, og han udnyttede sit talent, mens han gik på New York University, hvor han ofte optrådte i klubber. Han graduerede med en bachelorgrad i fin kunst i 1991 og var også medlem af Tau Epsilon Phi gruppen. Senere i hans karriere, tog Sandler nogle af sine tidligere barndomsminder med i sine komikshows og film. Sangen "Lunchlady Land" er dedikeret til Silvia, frokostdamen hos Hayden Dining Hall på New York University. I filmen Click tager Sandler til Lake Winnipesaukee, en sø, han engang havde været på sommerlejr ved.

### Karriere
Fra midten og op gennem 1980'erne spillede Sandler Theo Huxtables ven, Smitty, i TV-serien The Cosby Show (1987–1988). Han optrådte på MTVs gameshow, Remote Control.

## Filmografi

### Film
| År   | Titel                               | Rolle                      |
| ---- | ----------------------------------- | -------------------------- |
| 1989 | Going Overboard                     | Schecky Moskowitz          |
| 1992 | Shakes the Clown                    | Klovnen Dink               |
| 1993 | Coneheads                           | Carmine                    |
| 1994 | Airheads                            | Pip                        |
| 1994 | Mixed Nuts                          | Louie                      |
| 1995 | Billy Madison                       | Billy Madison              |
| 1996 | Happy Gilmore                       | Happy Gilmore              |
| 1996 | Bulletproof                         | Archie Moses               |
| 1998 | The Wedding Singer                  | Robbie Hart                |
| 1998 | Dirty Work                          | Satan                      |
| 1998 | The Waterboy                        | Robert "Bobby" Boucher Jr. |
| 1999 | Big Daddy                           | Sonny Koufax               |
| 1999 | Deuce Bigalow: Male Gigolo          | Cameo (kun som stemme)     |
| 2000 | Little Nicky                        | Nicky                      |
| 2001 | The Animal                          | Townie                     |
| 2002 | Mr. Deeds                           | Longfellow Deeds           |
| 2002 | Punch-Drunk Love                    | Barry Egan                 |
| 2002 | Eight Crazy Nights                  | Davey Stone                |
| 2002 | A Day with the Meatball             | Ham selv                   |
| 2002 | The Hot Chick                       | Mambuza Bongo Fyr          |
| 2003 | Anger Management                    | Dave Buznik                |
| 2003 | Pauly Shore Is Dead                 |                            |
| 2003 | Stupidity                           |                            |
| 2003 | The Couch                           | Sofa-Tester Fyr            |
| 2004 | 50 First Dates                      | Henry Roth                 |
| 2004 | Spanglish                           | John Clasky                |
| 2005 | The Longest Yard                    | Paul Crewe                 |
| 2005 | Deuce Bigalow: European Gigolo      | Javier Sandooski           |
| 2006 | Click                               | Michael Newman             |
| 2007 | Reign Over Me                       | Charlie Fineman            |
| 2007 | I Now Pronounce You Chuck and Larry | Chikano                    |
| 2007 | You Don't Mess with the Zohan       | Zohan                      |
| 2008 | Bedtime Stories                     | Skeeter Bronson            |
| 2009 | Funny People                        | George Simmons             |
| 2010 | Drengerøve                          | Lenny Feder                |
| 2011 | Just Go with It                     | Dr. Danny Maccabee         |
| 2011 | Jack and Jill                       | Jack og Jill               |
| 2012 | That's My Boy                       | Donny                      |
| 2012 | Hotel Transylvania                  | Dracula                    |
| 2014 | Blended                             | Jim Friedman               |
| 2015 | Hotel Transylvania 2                | Dracula                    |
| 2015 | Pixels                              | Sam Brenner                |

### Tv-serier
| År               | TV-show                  | Rolle           | Episode                                                                                     |
| ---------------- | ------------------------ | --------------- | ------------------------------------------------------------------------------------------- |
| 1987-1990        | Remote Control           |                 |                                                                                             |
| 1987-1988        | The Cosby Show           | Smitty          | 4 episoder (The Locker Room (1987), Dance Mania (1987), The Prom (1988) og The Visit (1988) |
| 1990             | The Marshall Chronicles  | Usher           | 1 episode (Brightman SATyricon)                                                             |
| 1990             | ABC Afterschool Specials | Drug dealer     | 1 episode (Testing Dirty)                                                                   |
| 1991-1995        | Saturday Night Live      | 'Various        | 44 episoder                                                                                 |
| 2001             | Undeclared               | Sig selv        | 1 episode (The Assistant)                                                                   |
| 2003             | Couch                    | Sofa-tester fyr | 1 episode                                                                                   |
| 2005             | Getaway                  | Henry Roth      | 1 episode ("Found")                                                                         |
| 2007 (23. april) | The King of Queens       |                 | 1 episode                                                                                   |

## Instrueret
| År   | Titel                           |
| ---- | ------------------------------- |
| 1993 | They're All Gonna Laugh at You! |
| 1996 | What the Hell Happened to Me?   |
| 1997 | What's Your Name?               |
| 1999 | Stan and Judy's Kid             |
| 2004 | Shhh...Don't Tell               |